# 星のカービィ (高瀬美恵の小説)
『星のカービィ』は、高瀬美恵による『星のカービィシリーズ』の小説である。姉妹イラストレーターの苅野タウ・ぽとが挿絵イラストを手掛ける。

## 概要
2013年より発売を開始した児童向け小説で、カービィは漫画作品同様、言葉を話すキャラクターとして描かれている。ワドルディはカービィの親友という位置づけである。ゲーム作品を原作にしたものや、完全オリジナルのストーリー、メタナイトを主人公にした番外編、世界設定を全く違うものにした「別世界の物語」などの作品がある（例えば16作品目の『星のカービィ 夢幻の歯車を探せ！』は今までとは完全に別世界で世界観の繋がりはない）。作品には小説オリジナルのキャラクターも多く登場し、オリジナルストーリーに原作ゲーム作品での出来事も取り入れられている。20作目となる『デデデ大王の脱走大作戦!』は、シリーズで初めてデデデ大王を主人公とした作品となっている。2022年4月にはKADOKAWAより『星のカービィWii』のノベライズ『星のカービィ 天駆ける船と虚言の魔術師』が発売された。
作品は基本的に1話完結だが、『星のカービィ スターアライズ』を原作にした11作目と12作目、『星のカービィ ディスカバリー』を原作にした24作目と25作目は、前後編形式となっている。
2019年5月にはシリーズ累計が100万部に到達、2023年4月時点で27作品が発売されている。

## 主要な登場キャラクター
カービィ
本作の主人公。漫画作品同様に流暢な会話をするキャラクターとして登場。一人称は「ぼく」。性別不明設定の原作と異なり、明確に男性として描かれている。食べること、寝ること、歌うことが大好きなのんびり屋で、基本的な性格は原作のゲーム版に準じている。原作同様、歌は「殺人的な音痴」レベルであるほか、料理のセンスも壊滅的なレベルで、様々な材料を混ぜて「料理とは思えない何か」を作り、ワドルディに「お腹を壊すどころか一生食欲を失くす」と酷評されている。「デデデ大王と似ている」と言われることに対してはかなり不満を露わにしており、『くらやみ森で大騒ぎ！の巻』ではメタナイトに「似てると言えば似ている」と言われたことで取り乱したうえ、かなり落ち込んだ。もっとも、猪突猛進で人の話をちゃんと聞かず周囲を困らせるトラブルメーカー的存在でもあるため、似ている部分がないとは言えず、特にワドルディを困らせることが多い。また、バーニンレオは過去に酷い目に遭わされたことがあるため、彼からはあまり良く思われておらず敬遠されがちであったが、『スターアライズ』編では共闘しており仲良くしている様子がうかがえる。
食べ物が絡むと人の話を聞かずに突っ走ったり、自分のことを棚に上げるなどの自分勝手な一面はあるものの、性根は優しくお人好しであり、相手が事件の黒幕であっても心の底から憎むということはしない。そのため、自分を苦しめた敵であっても命の危機に瀕していた状況から救うなどの行動を取ることもあるほか、黒幕の頑なだった心を変え改心させることもある。また、シリアスな場面に敏感な一面もあり、ゲーム版では見られないような勘の鋭い一面を時に見せることもある。
本作では他のキャラクターを吸い込んでコピー能力を使えるが、対象がコピー能力の帽子に変化している描写となっている。このため自発的に帽子を脱いだり、激しい攻撃を受けた衝撃で帽子が脱げると元のキャラクターに戻る。加えて常に食べ物といった楽しいことを考えているため、洗脳や催眠といった精神攻撃を無効化できる特異体質の持ち主でもある。
デデデ大王
作品内では「自称プププランドの大王」と紹介される。言いたい放題な上にやりたい放題と、非常に我儘で自分勝手なカービィのライバル的存在であり、事あるごとに張り合っている。一人称は「オレ様」。ワドルディをこき使っており、無茶ぶりをすることも少なくない。プププランドの住人からの評判は悪く、コックカワサキには「疫病神」、バーニンレオには「あれほど心の狭い持ち主はいないと思う」と評される。カービィだけでなくメタナイトともいがみ合うことが多いが、時に正論をズバリということもある。また、カービィには心の底から嫌われているわけではなく、ある事件で敵に操られてしまった時は、カービィは彼と戦うことを躊躇った。
上記のような評判の悪い一面はあるが、部下であるワドルディを「小さくて弱虫だが、真面目で気が利く」と心の底から信頼しており、ワドルディを悪く言う者に対しては厳しい口調で咎めるなど実は部下思いの一面も持っている。第22作ではワドルディに心にもない暴言をつい吐いてしまい、「大王として失格」と酷く落ち込むなどの繊細な一面も見せるほか、『スターアライズ』編では魔神官ハイネスが部下の三魔官を何の躊躇も見せず道具のように扱うことに激しい怒りを見せた。
ワドルディ / バンダナワドルディ
デデデ大王の部下でカービィの親友。一人称は「ぼく」。当初デデデ大王にはカービィの親友であることは秘密にしていた。真面目な性格でしっかり者だが、デデデ大王に振り回されることも多い苦労人である。カービィが殺人的な音痴であることや料理下手であることを良く知っており、『メタナイトと黄泉の騎士』では黒幕をカービィの歌と料理でもてなすことを提案したメタナイトを「残酷」と心の中で評したことがある。
『カービィ バトルデラックス!』を原作にした第10作『決戦!バトルデラックス!!』では、カービィプリンターが正常に動くかのテストとしてワドルディのコピーが増殖。区別のためにオリジナルのワドルディはバンダナを身に着けるようになる。
原作と異なりオリジナルのワドルディは彼しか存在せず、ハルバードの船員ワドルディは長らく登場しなかったが、『メタナイトと魔石の怪物』のラストではコピーワドルディの一体・「ぼうけんくん」がハルバードの新メンバーとして「船員ワドルディ」として新しい呼び名を付けられ、迎え入れられた。
メタナイト
常に仮面を付けている剣士で、宝剣ギャラクシアを武器に戦う。作品によっては主人公を務める。一人称は「私」で、ワドルディには「メタナイト様」と呼ばれている。卑怯な戦い方を嫌う騎士道精神の持ち主で、自分に厳しく、常に鍛錬を怠らない求道者。部下たちからの信頼は厚く、「あれほど部下思いの方はいない」と評されるほどである。彼自身も部下に厳しい一方で心から信頼を寄せており、『スターアライズ』編では部下の三魔官をただの道具同然に扱うハイネスの行いに、デデデ大王同様激しい怒りを見せた。
カービィとは顔馴染みで、よくトラブルに巻き込まれるが、基本的には協力的である。その一方で、時にはカービィと対立することもある。根の性格は「強くなりたい」という思いが高まると暴走し、周囲の話を全く聞かなくなる戦闘狂。デデデ大王には「頭が良いふりをしているバカ」と評されたこともある。またスイーツが好きなのか、地の文でお菓子類を食べていることに触れられるシーンも多いが、周囲からスイーツ好きを指摘されると否定している。
他の星にも名が知れ渡っている有名人であるが、本人は目立つことをあまり好まない。過去にあるトラブルを解決したお礼としてどのレストランのどんな料理でも好きなだけ食べ放題になる「スーパープレミアム食べ放題カード」を全宇宙レストラン協会から貰っているが、彼自身は食べ放題には興味がなく一度も使用していないうえ、「これから先も使うことはない」と明言しているが、そのことをカービィの前で言ってしまったため、「ぼく専用の食べ放題カードが欲しいよ！」「ぼくがトラブルを解決するから、何かトラブルを起こして！」とせがまれ困り果ててしまった。

## プププランドの住人
ワドルディ隊
初登場は『決戦!バトルデラックス!!』。カービィプリンターの力で増殖したワドルディ。終盤カービィプリンターの破壊によりコピーカービィは全て消滅したが、コピーワドルディたちはそのまま残った。
コピーたちはデデデ大王の家来として仕えることとなり、オリジナルのバンダナワドルディのことは「バンダナせんぱい」と呼んで慕っている。一部には何らかの特技を持った個体も存在し、その才能に因んだ「○○くん」というあだ名で呼ばれている。
ワドルディレポート隊
4人組の報道陣。『決戦!バトルデラックス!!』ではデデ・デデデンZ戦の実況中継、『スターアライズ 宇宙の大ピンチ!?編』では『スターアライズ フレンズ大冒険!編』のあらすじ紹介を担当していた。
ものしりワドルディ / ものしりくん
博士帽と眼鏡を付けた個体で、ワドルディ隊の中で最も賢い。以前から読書が趣味だったが、本人曰く新世界に来てからは考えることが増えてより頭が冴えるようになったとのこと。主に作戦立案を担当している。
ぶき屋ワドルディ / ぶき屋くん
ゴーグルを付けた個体で改造が特技。『ディスカバリー 新世界へ走り出せ!編』ではものしりワドルディと共にせっけい図を解析してコピー能力の帽子をカービィに提供した他、『ディスカバリー 絶島の夢をうちくだけ!編』でもコピー能力進化を行っている。
どうぐ屋ワドルディ / どうぐ屋くん
便利な道具作りが得意で、最も手先が器用。『プププ温泉はいい湯だな♪の巻』では少し釣り糸を垂らすだけですぐに魚が釣れる釣り竿を制作し、カービィにあげた。
おえかきくん
『プププ温泉はいい湯だな♪の巻』のオリジナルキャラクターで、最も絵が上手な個体。デデデ大王の指示で彼の肖像画を描くことになったが、当初は本物そっくりに描こうとした結果彼から「こんな間抜けな顔をしていない」と文句を言われてしまう。最終的に彼を極端に美化した絵を描きデデデ大王本人には満足されたが、プププランドの住民からは「全く似ていない」と酷評されていた。
はいたつ員ワドルディ / はいたつくん
青い帽子を被った個体で足が速い。これを活かしてデデデ大王のお使いや荷物を運ぶアルバイトを担当している。『ワドルディのおるすばん大決戦!!』では小雨が降りしきる中一日中配達をしていたため風邪を引いてしまったが、船員ワドルディから貰ったのど飴（元はバル艦長が持っていたもの）を舐めたことで治った。
コックカワサキ
プププランドのレストラン店主。料理や菓子作りの腕は高く、レストランはプププランド一の人気店である。デデデ大王のことは良く思っておらず、「疫病神」と評したこともある。プププランド以外の、別の惑星でも彼の技術は高く評価されており、『メタナイトとあやつり姫』ではシフォン星の国王に絶賛されている。メインキャラクターではないがサブキャラクターでは最も出番が多く、準レギュラーと化している。アニメ版のような「料理下手で間の抜けた失言コック」ではなく、優れた料理人かつ真面目な性格の常識人である。不幸体質であり、一時は登場すると酷い目に遭わされることも多く、直接登場しないのに「被害にだけ遭った」という描写だけされることもある。
ブロントバート
ピンク色の丸い体に4枚の羽根を持ち、眉毛が太い。一人称は「オレ」。第1作ではコックカワサキを連れてこようとしたワドルディに、カワサキが不在だと伝える。
ワドルドゥ
ワドルディによく似た体型をした一つ目が特徴のキャラクター。カービィやワドルディに対しても「〜であります」とかしこまった口調でしゃべる。
ボンカース
ゴリラのような見た目の大男で、一人称は「オレ」。カービィだけでなく、誰に対してもすぐ喧嘩を吹っ掛ける乱暴者だが、第10作ではプププランドのある危機を救うため、カービィに自分の能力を使ってもらうよう頼む。また、『プププ温泉はいい湯だな♪の巻』ではコクラッコとも仲良くなった。
バーニンレオ
炎のような髪型が特徴のキャラクター。第1作から登場。初めはカービィに喧嘩を吹っ掛けていたが、ひどい目にあわされて以降は逆に怯えるようになる。ただ、『スターアライズ』編ではカービィたちと共闘しており、カービィとも仲良くしている。
スカーフィ
第22作で登場。丸い体型に小さな耳がついているプププランドの住人。一人称は「ぼく」。普段は穏やかな笑顔を絶やさないが、ひとたび怒ると一つ目の恐ろしい形相に変わり、手が付けられなくなるため、住人たちも恐れている。前述の恐ろしい形相に変わることや怒りっぽい性格をとても気にしており、しばらく家に引き籠っていたことが明らかになる。

## 戦艦ハルバードのメンバー
バル艦長
メタナイツの上司で、メタナイトの部下でもある。メインキャラクターではないが、初登場以来脇役としての出番が多くなり、準レギュラーと化している。稀に彼のみ登場することもある（16巻ではメタナイトに仕えている「バル執事」として、単独で登場している）。一人称は「ワシ」。
メタナイツ
メタナイトの部下。4人セットで登場することが多い。お菓子が好きなようで、カービィにおやつのケーキを食べ尽くされてしまったり、船員ワドルディが仲間入りした喜びでアイスクリームを大量に食べてしまった結果腹痛になってしまったことがある。
アックスナイト
メイスナイト
『メタナイトの逆襲』に出てきた個体同様、語尾に「〜だス」と付ける。一人称は「オレ（原作ではワシ）」。
トライデントナイト
ジャベリンナイト
ブレイドナイト
一応メタナイトの部下であるが、バル艦長やメタナイツより出番は少ない。
ソードナイト
ブレイドナイトと同様。出番は少ない。
船員ワドルディ / ぼうけんくん
『メタナイトと魔石の怪物』から登場。元はコピーワドルディの一体で、「ぼうけんくん」と呼ばれていた。ラストでメタナイトから「船員ワドルディ」という新しい呼び名を付けられ、ハルバードの新メンバーに加入した。

## 主なゲストキャラクター
ドロッチェ
初登場は『大盗賊ドロッチェ団あらわる!の巻』。宇宙を股にかける盗賊「ドロッチェ団」の団長。盗み方や盗む物品も一級品にこだわっているが、他人を傷つけることはないプライドも持っている。『あつめて!カービィ』で語られた通りトマトが苦手で乾燥肌体質。
マホロア
初登場は『大迷宮のトモダチを救え!の巻』。口が上手く嘘つきで、腹黒い性格でよく人を騙す。『星のカービィ Wii』の出来事が終わった後の設定になっているため、カービィ達は彼の本性を知っている。当初は『Wii』の一件からカービィたちに長らく敵視・警戒されていたが、『おいでよ、わいわいマホロアランド!』では特にカービィと仲直りすべく、わいわいマホロアランドを建設して和解した。
エリーヌ
『大迷宮のトモダチを救え!の巻』で登場。『タッチ!カービィ スーパーレインボー』の出来事が終わった後の設定。
クレイシア
『大迷宮のトモダチを救え!の巻』で登場。普段は優しいが、スランプに陥ると暴言を吐いたり自己陶酔してしまう厄介な性格。そのためエリーヌと喧嘩してしまっていた。
タランザ
初登場は『大迷宮のトモダチを救え!の巻』。原作の一人称は「ボク（カタカナ表記。Twitterの『敵キャラグランプリ』参照）」だが、本作では一人称は「ワタシ」に変更されている。『星のカービィ トリプルデラックス』の出来事が終わった後の設定になっているため、クィン・セクトニアと既に死別している。亡くなったセクトニアのことをいつも大切に思っているが、優しかった頃のセクトニアを思い描いてディメンションミラーに依存するなど精神的に不安定なところが見られる。
クィン・セクトニア
初登場は『大迷宮のトモダチを救え!の巻』。登場当初はすでに亡くなっている時系列であるため、本人は直接登場しない。本来の蜘蛛の姿も未登場。
ロボボアーマー
『ロボボプラネットの大冒険!』で登場。「ロボット」という言葉からケイン所長によって命名された。
クローンデデデ
『ロボボプラネットの大冒険!』で登場。ストーリー冒頭でデデデ城の瓦礫に生き埋めになったデデデ大王の細胞から生み出されたクローン。しかし彼の性格までは再現できていない。
秘書スージー
『ロボボプラネットの大冒険!』で登場。キカイ化侵略プロジェクトを担当するハルトマンの秘書。原作同様「ハルトマンが過去に事故で失った娘で、目的は彼の記憶を取り戻すこと」という設定は暗示されるのみとなっている。一方でカービィやメタナイト達は彼らが実の親子であることには薄々気付いている。
プレジデント・ハルトマン
『ロボボプラネットの大冒険!』で登場。ハルトマンワークスカンパニーの社長。原作と異なりハルトマンの意識が消去される前に星の夢を倒しているため、生存している設定に変更された。ケイン博士曰く「娘を失う前は優しい人だった」とのことだが、父親としての記憶は戻らないままだった。
星の夢
『ロボボプラネットの大冒険!』で登場。原作同様ハルトマンが起動させようとした寸前でスージーに妨害されたことで暴走を始めたが、カービィ達の手で倒される。
ギャラクティックナイト
初登場は『メタナイトと銀河最強の戦士』。無口で、意図的に一言も言葉や心象風景が描かれないキャラクターとして描かれている。劇中では彼をモチーフにした映画も公開されている。
『メタナイトと黄泉の騎士』ではベリルに召喚されたが、カービィとデデデ大王に倒されて『スターアライズ』同様バルフレイナイトに吸収された。
三色カービィ（黄色、青、緑）
初登場は『結成!カービィハンターズZの巻』。「カービィハンターズ」というチームを組んでいる異世界のカービィたち。三色いるが、性格はカービィとほぼ同じ。黄色は「ヘビィハンマー（通称ハンマー）」、青は「ヒールドクター（通称ドクター）」、緑は「マジックビーム（通称ビーム）」というジョブに準じたあだ名がある。なお、ピンク（オリジナル）は「ヒーローソード（通称ソード）」である。
ダークタランザ
『結成!カービィハンターズZの巻』で登場。原作同様プププ王国に凶暴な敵を送っていたが、召喚されたキングD・マインドに吹っ飛ばされた挙句黒い鏡を破壊されたことで消滅した。
キングD・マインド
初登場は『結成!カービィハンターズZの巻』。ダークタランザが鏡から召喚したことで登場した。ドクター曰く「怒りに囚われるあまりまともな判断ができず、見える物全てを敵とみなしている」とのこと。デデデ大王と戦い慣れていたカービィが攻撃を引き付けてからビームに時間を止められたが、アクスに持ち替えてからは圧倒的な力でカービィハンターズを追い詰める。しかし石ばんを集めたカービィ達がフレンドメテオを発動させたことで倒された。
『スーパーカービィハンターズ大激闘!の巻』で再登場。アナザーナイトメアに召喚され彼と同時攻撃を仕掛けたが、一度戦ったことのあるカービィハンターズには行動を読まれていたため通用しなかった。
三魔官シスターズ
『スターアライズ』編で登場。女性三人組で、ハイネスの部下。原作でのアップデート第3弾前にシナリオが完結してしまったため、原作と彼女たちの過去に差異がある。
『雪山の夜は事件でいっぱい!の巻』で3人とも再登場している。
フラン・キッス
『雪山の夜は事件でいっぱい!の巻』ではフラン・ルージュへの誤解から喧嘩別れし、家出先のプププランドを寒冷な環境に作り替えようとしていた。バウンシーとボンカースを誘拐してカービィ達の食糧を奪って弱体化させたが、そこへ現れたフラン・ルージュとザン・パルルティザーヌに説得されたことで誤解が解け、カービィ達に八つ当たりしてしまったことを謝罪した。
フラン・ルージュ
『雪山の夜は事件でいっぱい!の巻』ではフラン・キッスにプレゼントされた氷のブレスレットを融かしてしまい、その際呟いた「ジャマッデム」という言葉が罵倒だと受け取られ仲違いしてしまう。その後彼女に「ブレスレットを融かしてしまったのは偶発的な事故で、『ジャマッデム』も不甲斐ない自分に対する言葉」と説明したことで無事に和解できた。
ザン・パルルティザーヌ
三魔官のリーダーで最も高い実力の持ち主だが、登場する度にカービィやバンダナワドルディからは「ザン・パルルなんとか」「ザン・パルルルルルーヌ」などと名前を間違えられる。
ハイネス
『スターアライズ』編で登場。本作の黒幕。原作同様狂人であり、部下3人を駒のように扱いカービィたちを激怒させた。なおハイネスには追加台詞が一切無く、戦闘中の特徴的過ぎる奇声の数々が台詞化されている。
エンデ・ニル
『スターアライズ』編で登場。原作の第3形態のみ登場しない。
フラッフ
『毛糸の世界で大事件!』で登場。毛糸の国の王子。サスゾーに襲われていたところをカービィに救出され、以降はカービィを知識でサポートする。
アミーボ・アモーレ
『毛糸の世界で大事件!』で登場。毛糸の世界を引き裂き、プププランドをも支配しようと企む黒幕。彼に毛糸の体にされたキャラクターや生み出された偽者は、息が漏れるような声を発する描写がなされている。
オレ・デビール、ワイ・デビール、ウチ・デビール
『毛糸の世界で大事件!』で登場。毛糸の世界の裏側に存在する別世界「裏地」の住人。一人称はそれぞれの名前同様で、ワイ・デビールは関西弁で喋る。3人全員が捻くれ者だが静かで薄暗い裏地に退屈しており、強そうなカービィの噂を聞きつけて戦いを仕掛ける。根は悪人ではなく、戦闘後はカービィにメタモルリングや情報を提供している。
リック
『虹の島々を救え!』で登場。虹の島々に住むカービィの友達の一人で、陽気かつ力持ちな性格。一人称は「オレ」。なお、リックたちの能力は『スターアライズ』のドリームフレンズとしての能力に準じている（おまもりぶくろなど）。
カイン
『虹の島々を救え!』で登場。虹の島々に住むカービィの友達の一人で、のんびり屋でおっとりした性格。一人称は「ボク」で、魚らしく水中戦が得意。なお、『スターアライズ』の設定と異なり陸上でも生活できるが、その理由は「奥さんと一緒に陸上でも生活できる、特殊なトレーニングをしたから」と説明している。
クー
『虹の島々を救え!』で登場。虹の島々に住むカービィの友達の一人で、真面目で冷静な切れ者である。一人称は「オレ」。説明通り、勘が鋭く知性に長けている。
ピック
『虹の島々を救え!』で登場。リックの彼女で、リックにおまもり袋をあげた。
マイン
『虹の島々を救え!』で登場。カインの妻。
グーイ
『虹の島々を救え!』で登場。虹の島々に住むカービィの友達の一人。一人称は「ぼく」。虹の島々に迫る危機を察知して水をせき止め、ピリカを返り討ちにした。カービィ同様、ピリカによって魔力で汚染された泉の水を飲んでも洗脳されない特異体質である。
アナザーナイトメア
『スーパーカービィハンターズ大激闘!の巻』で登場。凶暴化騒ぎの黒幕で、プププ王国の支配を企んでいる。「偉大なる全能者」を自称し、カービィ達のことは「玉っころ」呼ばわりしている。
バルフレイナイト
初登場は『メタナイトと黄泉の騎士』。黄泉の国が夜になると活動する赤い蝶が強者の断末魔に反応して変身する。また、黄泉の国と現実世界を行き来することが可能。
『ディスカバリー』編後編で再登場。原作同様ソウル・フォルガを吸収した。
シャドーカービィ
『カービィファイターズ 宿命のライバルたち!!』で登場。鏡の国からやってきたカービィの影。原作の都合上、デザインは『星のカービィ 鏡の大迷宮』ではなく『カービィファイターズ2』のもの。戦いに関わるものを生み出すバディファイターズタワーの力とは無関係に現れた。無口で好戦的な性格で、カービィとバンダナワドルディだけでなくデデデ大王とメタナイトにも戦いを挑んでいる。一方でカービィにコピー能力の帽子を提供するなどカービィ達に味方するような行動も見られる。また、カッターの欠片からバンダナワドルディは槍を制作した。
『ワドルディのおるすばん大決戦!!』で再登場。コックカワサキ主催の試食会に来ていたカービィ・デデデ大王・メタナイトから新作スイーツを強奪して逃げるが、実際は追いかけっこがしたかっただけだった。真相を知ったカービィは「見たことがないくらい喜んでいる」と評している他、戦闘中だったプププランドの住人とダークメタナイト達の武器を食べ物に変えるイタズラをしている。一方で優しい性格の持ち主なのはカービィと同じで、追いかけっこ中トルネイドで逃げていく際に吹き飛ばしてしまった船員ワドルディの水兵帽を返却している。
エフィリン
『ディスカバリー』編で登場。一人称は「ボク」。原作同様戦闘能力を持たない代わりに、アドバイスでカービィやバンダナワドルディをサポートする。ビースト軍団の鳴き声の意味を理解でき、翻訳も担当している。
『プププ温泉はいい湯だな♪の巻』で再登場。アニマル達にお土産を買っていた。
ID-F86（フェクト・エフィリス）
『ディスカバリー』編で登場。エターナルカプセルからレオンガルフを操っていた黒幕。ラボ・ディスカバールで見世物にされていた過去がトラウマとなっており、そのことを指摘されると怒る。
ビースト軍団（アニマル）
『ディスカバリー』編で登場。人語を話せず、鳴き声で話す（仲間たちには通じる）。
ゴルルムンバ
ショッピングモールに集めていたバナナをカービィに食べられてしまったことで戦闘を仕掛けた。後編ではエフィリンの通訳でカービィと和解した。
キャロライン / キャロル
ワンダリアのサーカステントで待ち構えていた。後編以降は本名の「キャロル」名義となり、原作と同じくエフィリンを介抱していた。レオンのことを誰よりも大切に想っており、エフィリスがレオンのソウルをバラバラにしたと知った際には怒っていた。一度は止められたにもかかわらず、夜中にこっそり他のアニマルを引き連れてドリーミー・フォルガに乗り込んだ。
アルマパルパ
カービィを気に入っている描写があり、彼を手配書やハリボテと一緒に飾ろうと考えている。
レオンガルフ / レオン
ビースト軍団のリーダーで唯一人語を話せる。後編以降は本名の「レオン」名義で登場。絶島ドリーミー・フォルガに囚われていたが、カービィやアニマル達が懸命にソウルを集めたお陰で復活した。
ダークメタナイト
『ワドルディのおるすばん大決戦!!』で登場。鏡の国からやってきたメタナイトの影。一言も喋らないが、地の文やメタナイトの台詞で心情が代弁されている。戦艦ハルバードの偽物に乗った軍勢を率いて本物のハルバードを撃墜、プププランドの住人やメタナイツと戦闘になる。しかしその様子を陰から見ていたシャドーカービィに剣を魚肉ソーセージにすり替えられてしまい、戦意を喪失して鏡の国へと去っていった。メタナイトによると鏡の国が平和だったため、戦いを求めてプププランドに侵攻しようとしたらしい。このためデデデ大王にはメタナイト共々「戦闘バカ」と呼ばれた。

## 主なオリジナルキャラクター
パフェスキー夫人
『あぶないグルメ屋敷!?の巻』で登場。プププランドに引っ越してきたばかりの貴婦人。大きな屋敷で誕生日パーティを開いたが、出された料理と本来のコックのレシピが異なるといった不審点が見受けられた。
その本性は非常にワガママな性格で、理不尽な理由を付けてはコックを監禁していた。同じく捕まっていたコックカワサキに助けを求められたサーキブル・ウィリー・ウォーキーによって誘拐されるも、全く反省する素振りを見せなかった。しかしウォーキーからマイクをコピーしたカービィの音痴な歌を無理矢理聞かされたことで反省・改心した。
ケロッタ・ケロージ・ケロリナ
『くらやみ森で大さわぎ!の巻』で登場。食いしん坊なカエルの三兄弟。宇宙一美味しいフルーツ「スターダストの実」を手に入れるべくカービィを利用しようとするが、「丸い体の食いしん坊」という特徴だけでデデデ大王と勘違いしてしまう。
森番
『くらやみ森で大さわぎ!の巻』で登場。くらやみ森の番人。ケロッタ達から離れて1人で行動していたデデデ大王を小屋に招き、シチューを振る舞った上で「スターダストの実の中にはトゲのついた種がある」と教えた。
デデデ大王に対しては「スターダストの実を悪者から守る」と発言していたが、真の目的はスターダストの実を実らせることができる「スターダストの結晶」を盗み出すこと。小屋をヘリコプターに変形させて逃亡を図ったが、きせきの実を食べたカービィのビッグバンすいこみによってヘリコプターごと吸い込まれたことで、結晶を置いてそのまま逃げ出した。
アクティブレイド
『大盗賊ドロッチェ団あらわる!の巻』で登場。ダイナブレイドに似た青い巨鳥。羽毛は最高級クッションの材料となるため乱獲されている。卵を守っていたがドロッチェ団の襲撃で負傷してしまっていたため、カービィとワドルディを初めて見た時は彼らの仲間だと勘違いして攻撃を仕掛ける。しかし落ちそうになった卵をカービィが守ったことで誤解が解け、怪我によく効く温泉がある故郷へ帰っている間2人に卵の見張りを頼んだ。無事に雛が孵ったあと、ドロッチェ団の狙いが卵ではなくその下に敷かれていたクッションだったと判明した際は彼らにクッションを譲った。また、カービィとワドルディにはお礼に大量のお菓子をプレゼントした。
ワムバムガイア
『大盗賊ドロッチェ団あらわる!の巻』で登場。ワムバムロックに似た見た目の、アクティブレイドの巣がある地下神殿の魔人像。ワムバムロックやワムバムジュエル同様石の拳を振り下ろして攻撃する。アクティブレイドによると「昔は尊敬されていたが、怒りっぽい性格のために人々が離れて神殿は寂れてしまった」らしい。
メレンゲール十三世
『メタナイトとあやつり姫』で登場。お菓子の星・シフォン星の国王。単なるお菓子好きに留まらず、国民の健康を守るべく虫歯を防止する制度や研究も行っている。娘のマローナ姫を溺愛しており、彼女が失踪したことで自身の誕生日会を中止にするほど。彼女が無理をしていることにも気付いていたが、「余計なことを言わない方がいい」と判断していたためより一層娘を苦しめることになってしまった。ラストで娘と和解し、無事に誕生日を過ごすことができた。
マローナ姫
『メタナイトとあやつり姫』で登場。シフォン星の王女でメレンゲール十三世の娘。母親（メレンゲール十三世の妻で前女王）とは死別しており、彼女の形見のリボンを付けている。ガリック男爵に洗脳されて国宝のレシピブックを盗み、ケーキ屋やケーキ工場を襲撃した。本来はお転婆で食いしん坊な性格だったが、「亡き母のように上品で立派な人物になってほしい」というプレッシャーに付け込まれ、「父は国民を全員虫歯にし、歯医者と結託して儲けようとしている」とガリック男爵に吹き込まれていた。
後半では操りに掛からなくなったが、わざと父に見放されて城での窮屈な生活から抜け出すべく自分の意志でケーキ工場を破壊した。この本心を見抜いたメタナイトに咎められなかったことから一度はガリック男爵の元へ戻るも、そこで父の暗殺計画を知ってしまい逆に彼を妨害するようになる。全てが終わった後は父に謝罪し、本来の性格をさらけ出せるようになった。
ガリック男爵
『メタナイトとあやつり姫』で登場。正体不明の大泥棒。光を見た対象に憎しみの感情を植え付け、意のままに洗脳できる宝石「マリス・ストーン」を所持している。普段は紳士的に振る舞っているが、目的のためならどんな手段も厭わない冷酷非道な性格。かつてソードナイトとブレイドナイトを洗脳してギャラクシアを奪おうとしたが、メタナイトとドロッチェに阻止されたことがある。メレンゲール十三世に接近し、マローナ姫を洗脳して国宝のレシピブックを盗ませたが、後に国王を暗殺する計画を立てて王位をも目論む。
マリス・ストーンに宝を捧げることでその魔力を高めようとしていたが、彼は自分自身しか愛せない性格であったためにずっと宝石の術に掛かっていた。最終的にメタナイトの手でマリス・ストーンを破壊され、投獄されたことで依存先を失い廃人と化した。
キザリオ
『プププランドで大レース!の巻』で登場。宇宙中にネットワークを持つテレビ局「コメットテレビ」の社員。「超有名プロデューサー」を自称しており、レース番組の企画を持ち込んだ。その正体はコメットテレビ社長の息子で、他の番組作りもほとんど上手く行っていない。
その目的は逃げ出したペットのペペロンを連れ戻すこと。友人にペペロンを馬鹿にされたことで、クーロンの魔法書を読んでペペロンを強化しようとしたが大きくしすぎて逃げられてしまっていた。この真相を話している間大きく遅れを取っていたワドルディがゆっくりレースしている映像しか流れなかったため大顰蹙を買い、局内にクレーム電話が大量にかかってきた為、罰として3ヶ月間おやつ抜き・クーロンも給料半減の処分を下されてしまった。しかしペペロンが無事に戻ってきたことでラストシーンでは喜んでいた。
黒ずくめの男
『プププランドで大レース!の巻』で登場。キザリオがプププランドを訪れ、レース番組を持ち掛けている時からレース中までこっそり観察していた謎の男。
その正体はキザリオの世話係の魔法使い・クーロン。カービィが乗っていたワープスターを修復したり、ペペロンを元のサイズに戻したりといった魔法を使える。かつてキザリオに「ペペロンを大きくしてほしい」と頼まれたことがあったが、生物を巨大化させる魔法は法律で禁止されているため断っていた。
ペペロン
『プププランドで大レース!の巻』で登場。巨大な熊で、正体はキザリオのペット。本来は成長しても大きさが変わらない「手乗りクマ」という品種だが、大きくて強いペットを飼っているキザリオの友達から馬鹿にされたことで、勝手にクーロンの魔法書を読んだキザリオに巨大化させられていた。その後彼の元を逃げ出しプププランドへやってきた。
大きくなっても心優しくチョコレートが好きな性格で、キザリオに「大事にしていたペットじゃない」と言い放たれた際にも悲しそうな顔をしていたが、川に落ちたキザリオを見ても真っ先に飛び込んでいったほど。ジェットをコピーしたカービィに引き上げられた後クーロンの魔法で元に戻ったが、再び川に転落してしまう。そこで遅れてレースしていたワドルディに救出された。
ケイン所長
『ロボボプラネットの大冒険!』で登場。ハルトマンワークスカンパニーの社員で研究所の所長。リアクションがいちいち大きく、彼からドクターをコピーしたカービィにも口調が移っていた。
モーア
『メタナイトと銀河最強の戦士』で登場。メタナイトの部下になりたがっている臆病な少年。グレイに襲撃されて行方不明になってしまうが、真の目的はギャラクティックナイトを操ってその強さを自分のものにすること。
グレイ
『メタナイトと銀河最強の戦士』で登場。戦艦ハルバードを襲撃した海賊。「派手な海賊帽を被った凶悪な面構えをした男」と地の文に記載されているが、挿絵が無いため詳細な容姿は不明。実はモーアが作戦のために雇っていた。
トロン
『決戦!バトルデラックス!!』で登場。「さすらいの発明王」を自称する男。カービィプリンターでワドルディとカービィを大量に増やした。
正体は発明家ではなく出来の悪い作物しか作れない農家。コピーカービィにプププランド中の食糧を食べ尽くさせ、自身の作物を売りつけようと目論んでいた。カービィプリンターを開発した弟のコロンに計画を阻止されるも、ラストではカービィの吸い込みを活かした掃除機で儲けようと考えるなど懲りていない。
コロン
『決戦!バトルデラックス!!』で登場。トロンの弟で本物の発明家。兄の計画を止めるべくバンダナワドルディに協力する。
ピリカ
『虹の島々を救え!』で登場。蝶のような羽を持った少女。虹の島々に雨が降らなくなった原因がグーイによって雲の上の湖の水がせき止められたからと知って彼に戦いを挑むも、敗北して地上に落ちてきた。「水の中が怪しい」と発言したのにもかかわらず、カービィ達を湖に飛び込ませようとしたためクーに怪しまれる。
その正体は本作の黒幕で、微弱ながらもあやつりの術を使える。またクィン・セクトニアに心酔しており、彼女のように多くの民を支配しようと目論んでいた。ワールドツリーの力を悪用し、虹の島々の雨の水源になる湖を汚染して全員を操ろうとしており（グーイに返り討ちにされたのも水が汚染されたのに気付かれたため）、カービィ達を湖に飛び込ませようとしたのもこれが理由だった。デデデ大王とメタナイトを洗脳してカービィを襲わせるも、カービィに水を全て飲み干されてしまった。実は術で故郷の人々を操っては憎まれ恐れられた過去があり、それを知ったカービィが「友達になろう」と歩み寄ったことで改心した。なおプププランドの住人達には「ピリカはカービィ達と協力して虹の島々を救った仲間」ということにされ、真実はあえて伝えられなかった。
フーゴー
『夢幻の歯車を探せ!』で登場。ダイヤモンド・タウン（パラレルワールドのプププランド）の富裕層地区「ひかりのまち」に暮らす貴族。ダイヤモンドの鉱山といった街のほとんどの施設を所有している他、庶民が暮らす地区「かぜのまち」にも積極的に寄付している。しかし裏では詐欺などの悪事に手を染めている。鉱山で古代機械を発見し、その歯車の懸賞金として百万ポイントスターを提示する。終盤、ワドルディを人質に取って無理矢理古代機械を作動させたが、ワドルディは「古代機械を作動させるとダイヤモンドの原石をチョコレートに変える」ことを知っていたため怪しまれずに作動させられた結果、ダイヤモンド鉱山をチョコレートにされた上にチョコレートまみれになった挙句、自身も人知れず街を去り、時間が経つにつれて自身の存在すらも住民に忘れられた。
ベリル
『メタナイトと黄泉の騎士』で登場。変装の達人（本来の姿が描かれた挿絵は存在しない）で、メタナイトに成り済まして宝剣ギャラクシアを盗み出した。ギャラクシアと引き換えに高額な金銭を要求した挙句、メタナイトを毒ガスが溜まった火山の火口に突き落として殺そうとした。その間にメタナイトの名声を落として自らが銀河一の剣士となることを目論む。しかし最終的にはカービィ達に捕まり、メタナイトの発案でカービィ主催のディナーコンサートに参加させられることになってしまった。
パピ
『メタナイトと黄泉の騎士』で登場。瀕死になって黄泉の国に落とされたメタナイトが出会った青い蝶。お喋りでノリが軽く、メタナイトのことは初対面で「メタっち」と呼ぼうとしていた。
メタナイトを黄泉の国に留めたがるような描写が見られたが、実は「黄泉の国の物を一口でも食べたら二度と元の世界に戻れなくなる」という掟を知らないまま花の蜜を吸ってしまったため、二度と生き返ることができない身になってしまっていた。そのため孤独を満たしたいがために、「メタナイトには元の世界に帰ってほしくない」という気持ちを抱いていた。しかし生き返る希望を失わないメタナイトを見て考えを改め、最後はバルフレイナイトが開いた現実世界へと通ずる穴へ彼を送り出した。
アリー
『デデデ大王の脱走大作戦!』で登場。砂漠の星・ミノーレの牢獄に囚われていた少年。食べ物泥棒の冤罪で投獄されたデデデ大王にミノーレの風習を教え、共に脱走を目論む。事あるごとに王についてデデデ大王に尋ねている。
正体はミノーレの前国王で、本名は「アリオン・サンディアール・ミノレット七世」。アリオンとして振る舞う際は一人称も「オレ」から「私」に変化する。父の死後王位を継承したが、王としての仕事の辛さを周囲には理解してもらえず怠けてばかりだった。その結果前年の祭りを失敗させてしまった挙句、大臣に騙されて秘宝「雨呼びの水晶」を奪われ捕まっていた。事件解決後は「気ままに過ごしつつもいざという時には部下や国民を守る王になる」とデデデ大王に約束した。
大臣
『デデデ大王の脱走大作戦!』で登場。ミノーレの王室に仕えている太ったヒゲの男。宿屋から食料が盗まれた事件の翌日、虚偽申告をした主人の証言から宿泊していたデデデ大王を逮捕する。
実は食料を盗んだ真犯人で、宿屋の主人を脅してわざと嘘をつかせていた。その目的はわざと祭りを失敗させ、儀式で国王のふりをして「神の怒りを鎮めるため」と称して国民を強制労働させて莫大な利益を得ること。このため怠け癖が酷かったアリー（アリオン）を騙し、「遊びたいなら辛い仕事は全部自分に任せればいい」と雨呼びの水晶を自身に託させて追放していた。最終的に正体を明かしたアリーに対し、罪滅ぼしとして地方での労働を申し出る。
ホリー
『デデデ大王の脱走大作戦!』で登場。アリーのいとこ（枕をぶつけられている挿絵しか存在しないが、顔は彼に似ているらしい）。彼が投獄された後、黒幕である大臣によって国王の座に就いたが、王宮に幽閉され実権を奪われていた。「雨呼びの水晶を私欲のために使い続けると濁ってしまい、最終的に砕け散って使い物にならなくなるから」と王位をアリーに譲り、自身は彼を支える立場となった。
ヨーク
『ナゾと事件のプププトレイン!?の巻』で登場。ヨーク鉄道会社の責任者で「鉄道王」と呼ばれている。常に客を優先しているが、バンダナワドルディには最初から疑われていた。不眠症を患う妻のために薬の材料「眠りウリ」を運ぶ目的でプププトレインを建設したのだが、黙っていた理由は妻曰く「照れ屋で意地っ張りだから、頑張っていることを知られるのが照れ臭かった」とのこと。
ルルゥ
『スターライト・シアターへようこそ!の巻』で登場。移動劇場「スターライト・シアター」の座長で天才的なマジシャン。「悲しい出来事を忘れて幸せな気持ちになれるが、ショーの内容自体は覚えていない」という特徴から、メタナイトには「多くの者を破滅させた邪悪な幻術士・ルルガンドではないか」と怪しまれていた。
彼女の正体はルルガンドその人だが、孤独な境遇と幻術の能力を悪人に利用されていただけだった。すぐに釈放された後、「自身の能力で人を笑顔にしたい」という思いからスターライト・シアターを始め、観客の辛い記憶を消していた。しかし「悲しみを消してしまったら自分が半分になってしまう」「また同じ失敗をしてしまう」「都合のいいことだけを覚えているのは虫が良すぎる」とカービィ達に諭されたことで改心、幻術のショーをやめた。
ポーリン
『まんぷく、まんまる、グルメフェス!』で登場。銀河最高を称する魔女。ドリームフォークの力でお菓子を生み出したり、使い魔のウェイターハンドを召喚したりできる。デデデ大王の元でグルメフェスを開催しようとしたためバンダナワドルディには当初怪しまれたが、お菓子の美味しさからすぐに態度を改められた。
実のところ本物の銀河最高の魔女は彼女の祖母で、本人はお菓子作りにかまけて魔法学校を退学寸前の落ちこぼれ。たまたま拾ったドリームフォークを使って、カービィやデデデ大王を喜ばせようとグルメフェスを開催した。しかし「もっとお菓子を食べたい」という願いを読み取ったドリームフォークの力で小さくなったカービィ達が魔法のお菓子に魅入られてしまった上、途中からウェイターハンドも命令を聞かなくなってしまう。そこでバンダナワドルディやメタナイツ達と一緒に「それぞれの思い出を呼び起こすお菓子」を作ったことで、カービィ達を元の世界へ戻すことに成功した。
ロクエモン
『刹那の見斬りで悪を断て!』で登場。プププ城に最近やってきた殿様。せつなの巻物を利用しプププ町（パラレルワールドのプププランド）を支配しようと目論むほか、マホロアに賄賂を贈られ結託した。
ブラス
『ミュージックフェスで大はしゃぎ!の巻』で登場。音楽の星・ルフランでレストランを経営しているトランぺッター。カービィやデデデ大王とはぐれてしまったバンダナワドルディとワドルディ隊を助け、その後出会ったメタナイト一行とビッグバンドを結成する。普段は優しいが、音楽の指導をする際は非常に厳しい性格に豹変する。
ロッカ
『ミュージックフェスで大はしゃぎ!の巻』で登場。ルフランのギタリストで、ブラス・コールとは兄弟。バンドを組んではメンバーと喧嘩別れするばかりだったが、たまたまルフランを訪れていたカービィやデデデ大王とバンドを組むことになった。
コール
『ミュージックフェスで大はしゃぎ!の巻』で登場。ルフラン出身だが音楽嫌いで、ミュージックフェスを訪れようとしたカービィ達には声を荒げていた。
ブラス・ロッカとは兄弟だが、上手く楽器を演奏できなかったことで喧嘩別れしたところをドミファローバに付け込まれて洗脳されていた。事件解決後は歌の才能に気付く。
ドミファローバ
『ミュージックフェスで大はしゃぎ!の巻』で登場。ルフランに伝わる伝説の楽器「レジェンド・ギター」に宿る精霊で、フワローバに似た外見をしている。長年展示されるだけで実際に演奏されなかった怒りからコールを操ってレジェンド・ギターを奪わせ、ミュージックフェス本番開催中にも参加者や観客を洗脳するが、唯一洗脳が効かなかったカービィがマイクをコピーして音痴な歌を歌ったことで打ち破られた。
ピエトロ
『メタナイトと魔石の怪物』で登場。海の星・マリーノの伝説の大海賊。凶悪な海賊から財産を取り返す義賊として尊敬されているが、キングフロッツォとの戦いで左足と相棒を失い引退していた。
ルチア
『メタナイトと魔石の怪物』で登場。ピエトロの孫娘で、一人称は「オレ」だが女の子。尊敬する祖父を引退に追い込んだキングフロッツォを倒すのが夢。メタナイトの言うことを聞かず勝手に出航してしまうが、途中でカービィやデデデ大王達とはぐれてしまったぼうけんくんを保護したことで仲良くなり、後半では彼と共にメタナイト一行と合流する。
キングフロッツォ
『メタナイトと魔石の怪物』で登場。マリーノに住む巨大なタコで、何人もの冒険者が討伐を挑んでは敗れ去ってきた。ピエトロとの戦いで脚を1本切り落とされている。脚のうち1本にはめた「魔石の腕輪」の光を見た者は戦意喪失してしまい、キングフロッツォ討伐に意気込んでいたメタナイトですらやる気を失ってしまうほど。
その正体はピエトロの相棒・フロッツォで、腕輪をはめてしまったことで凶暴化していた。精神攻撃耐性があるカービィが囮となった際に墨が魔石に掛かったことで光を無効化され、最後はメタナイトが腕輪の対となる剣で腕輪を破壊したことで無事元に戻った。
マッチョリーノ
『早撃ち勝負で大決闘！』で登場。1代で財産を築き成り上がった隣町の名士。かつては山賊団を率いており、多くの者を騙したり脅したりして破滅させてきた。現在でもその本性は変わっておらず、権力者に賄賂を贈り悪事を見逃してもらっている噂も立っているほど。自身に変装したドロッチェに名剣（元々彼のものではなく盗品である模様）を奪われて以降、彼の始末に執心する。ドロッチェを追っているカービィ一行が乗り込んだ列車に罠を仕掛けさせ、さらにはその罠を仕掛けた部下諸共抹殺しようとするが、側近に変装して紛れていたドロッチェの機転で形勢を逆転されついに逮捕された。

## 原作と小説版の主な相違点
- 原作ではカービィは性別不明（扱いは男性寄り）だが、本作では明確に男性として描かれている。
- 原作と異なり、デデデ大王は語尾に「〜わい」と付ける。
- ワドルディは原作では種族名であり別個体が沢山いるが、本作では原作やアニメ版と異なり1匹しかいない固有の存在である（プププ王国でのバンダナワドルディとグランワドルディがいるのみ）。そのため、ハルバードメンバーの船員ワドルディは長らく登場しなかったが、31巻で「ぼうけんくん」が、ハルバードの新メンバーとして迎え入れられた。10巻でカービィプリンターによって大勢増え、みんなでデデデ城に住み込むことになったが、カービィの友達である個体はこの1匹のみ。オリジナルは青いバンダナを巻くことで、他のワドルディと区別している。
- バル艦長は原作ではスーパーデラックス・ウルトラスーパーデラックスにしか登場しない非戦闘要員だが、本作はメタナイトをメインキャラクターに据えているため、彼を始めハルバードのメンバーに光を当てており、原作より非常に出番が多い。原作同様非戦闘要員だが、メタナイトの右腕というポジションであり、コックカワサキ同様、初登場（4巻）以来準レギュラーと言っても良いほど脇役での出番が多くなっている。なお、バル艦長は原作では頼りない性格だが、本作は頼りない面は持っているもののそれ以外の活躍も描かれているため、原作よりもしっかりした性格になっている。
- 7巻では原作ではカンパニーの手で改造された住人がいる一方、高度文明発展に迎合し受け入れる生身の住人もいたが（ワドルディなど）、本作では例外無く全ての住人が強制的にキカイ化されてしまっており、原作のキカイ化侵略とは性質が異なり、完全な侵略行為と化している。なお、原作ではキカイ化は一部のみだが、本作では全身くまなく改造されている。
- タランザの一人称は原作（ツイッターの『敵キャラグランプリ』参照）ではカタカナ表記の「ボク」だが、本作では「ワタシ」に変更されている。
- ハルトマンは原作と異なり、生存している（7巻）。
- 三魔官シスターズとハイネスの設定は『スターアライズ』の最終アップデート前に本作が完結したため、原作と差異がある（11巻、12巻）。
- ドリームしんでんは洞窟だけで、ドリームロッドはオミットされている（12巻、裏表紙には描かれている）。

## 書誌情報
|    | 題名                                                   | 発売日             | ISBN                   | 備考 |
| -- | ------------------------------------------------------ | ------------------ | ---------------------- | --- |
| 1  | 星のカービィ あぶないグルメ屋敷!?の巻                  | 2013年8月12日発売  | ISBN 978-4-04-631336-2 | |
| 2  | 星のカービィ くらやみ森で大さわぎ!の巻                 | 2014年3月15日発売  | ISBN 978-4-04-631388-1 | |
| 3  | 星のカービィ 大盗賊ドロッチェ団あらわる!の巻           | 2014年8月15日発売  | ISBN 978-4-04-631437-6 | 『星のカービィ 参上!ドロッチェ団』をモチーフとした物語。                                                |
| 4  | 星のカービィ メタナイトとあやつり姫                    | 2015年2月15日発売  | ISBN 978-4-04-631483-3 | メタナイトが主人公の物語。                                                                              |
| 5  | 星のカービィ プププランドで大レース!の巻               | 2015年8月15日発売  | ISBN 978-4-04-631514-4 | |
| 6  | 星のカービィ 大迷宮のトモダチを救え!の巻               | 2016年2月15日発売  | ISBN 978-4-04-631579-3 | 『星のカービィ 鏡の大迷宮』をモチーフとした物語。                                                       |
| 7  | 星のカービィ ロボボプラネットの大冒険!                 | 2016年7月15日発売  | ISBN 978-4-04-631654-7 | 『星のカービィ ロボボプラネット』の小説。                                                               |
| 8  | 星のカービィ メタナイトと銀河最強の戦士                | 2017年3月15日発売  | ISBN 978-4-04-631690-5 | メタナイトが主人公の物語。                                                                              |
| 9  | 星のカービィ 結成！カービィハンターズZの巻             | 2017年8月15日発売  | ISBN 978-4-04-631731-5 | 『みんなで!カービィハンターズZ』の小説。                                                                |
| 10 | 星のカービィ 決戦！バトルデラックス!!                  | 2018年3月15日発売  | ISBN 978-4-04-631781-0 | 『カービィ バトルデラックス!』の小説。                                                                  |
| 11 | 星のカービィ スターアライズ フレンズ大冒険!編          | 2018年7月14日発売  | ISBN 978-4-04-631822-0 | 『星のカービィ スターアライズ』の小説。                                                                 |
| 12 | 星のカービィ スターアライズ 宇宙の大ピンチ!?編         | 2018年8月15日発売  | ISBN 978-4-04-631823-7 | 『星のカービィ スターアライズ』の小説。                                                                 |
| 13 | 星のカービィ 毛糸の世界で大事件!                       | 2019年3月15日発売  | ISBN 978-4-04-631894-7 | 『毛糸のカービィ』の小説。                                                                              |
| 14 | 星のカービィ 虹の島々を救え!の巻                       | 2019年7月15日発売  | ISBN 978-4-04-631930-2 | 『星のカービィ2』をモチーフとした物語。                                                                 |
| 15 | 星のカービィ スーパーカービィハンターズ大激闘!の巻     | 2019年12月13日発売 | ISBN 978-4-04-631963-0 | 『スーパーカービィハンターズ』の小説。                                                                  |
| 16 | 星のカービィ 夢幻の歯車を探せ!                         | 2020年3月14日発売  | ISBN 978-4-04-631982-1 | グッズ用アートワーク「カービィと夢幻の歯車」をモチーフとした別世界の物語。                              |
| 17 | 星のカービィ メタナイトと黄泉の騎士                    | 2020年7月14日発売  | ISBN 978-4-04-632037-7 | メタナイトが主人公の物語。                                                                              |
| 18 | 星のカービィ カービィカフェは大さわぎ!?の巻            | 2020年12月15日発売 | ISBN 978-4-04-632067-4 | 「カービィカフェ」をモチーフとした物語。                                                                |
| 19 | 星のカービィ カービィファイターズ 宿命のライバルたち!! | 2021年3月12日発売  | ISBN 978-4-04-632073-5 | 『カービィファイターズ2』の小説。                                                                       |
| 20 | 星のカービィ デデデ大王の脱走大作戦!                   | 2021年7月14日発売  | ISBN 978-4-04-632111-4 | デデデ大王が主人公の物語。                                                                              |
| 21 | 星のカービィ ナゾと事件のプププトレイン!?の巻          | 2021年12月15日発売 | ISBN 978-4-04-632113-8 | イベント「星のカービィ プププ★トレイン」をモチーフとした物語。                                          |
| 22 | 星のカービィ スターライト・シアターへようこそ!の巻     | 2022年3月9日発売   | ISBN 978-4-04-632112-1 | 一番くじ「星のカービィ Starlight Theater」をモチーフとした物語。                                        |
| 23 | 星のカービィ 天駆ける船と虚言の魔術師                  | 2022年4月27日発売  | ISBN 978-4-04-111619-7 | 単行本での刊行。『星のカービィ Wii』の小説。                                                            |
| 24 | 星のカービィ ディスカバリー新世界へ走り出せ!編         | 2022年8月8日発売   | ISBN 978-4-04-632180-0 | 『星のカービィ ディスカバリー』の小説。                                                                 |
| 25 | 星のカービィ ディスカバリー絶島の夢をうちくだけ!編     | 2022年9月14日発売  | ISBN 978-4-04-632181-7 | 『星のカービィ ディスカバリー』の小説。                                                                 |
| 26 | 星のカービィ まんぷく、まんまる、グルメフェス!         | 2022年12月14日発売 | ISBN 978-4-04-632182-4 | 『カービィのグルメフェス』の小説。                                                                      |
| 27 | 星のカービィ 刹那の見斬りで悪を断て!                   | 2023年3月8日発売   | ISBN 978-4-04-632223-4 | 『星のカービィ スーパーデラックス』で初登場したサブゲーム「刹那の見斬り」をモチーフとした別世界の物語。 |
| 28 | 星のカービィ おいでよ、わいわいマホロアランド！        | 2023年8月4日発売   | ISBN 978-4-04-632234-0 | 『星のカービィ Wii デラックス』の「わいわいマホロアランド」の小説。                                     |
| 29 | 星のカービィ ミュージックフェスで大はしゃぎ！の巻      | 2023年12月13日発売 | ISBN 978-4-04-632235-7 | 「星のカービィ 30周年記念ミュージックフェス」をモチーフとした物語。                                     |
| 30 | 星のカービィ プププ温泉はいい湯だな♪の巻               | 2024年3月13日発売  | ISBN 978-4-04-6322364  | |
| 31 | 星のカービィ メタナイトと魔石の怪物                    | 2024年7月10日発売  | ISBN 978-4-04-6323057  | メタナイトが主人公の物語。                                                                              |
| 32 | 星のカービィ 雪山の夜は事件がいっぱい！の巻            | 2024年12月11日発売 | ISBN 978-4-04-6323064  | |
| 33 | 星のカービィ 早撃ち勝負で大決闘！                      | 2025年3月12日発売  | ISBN 978-4-04-6323071  | 『星のカービィ 夢の泉の物語』で初登場したサブゲーム「早撃ちカービィ」をモチーフとした別世界の物語。     |
| 34 | 星のカービィ ワドルディのおるすばん大決戦！！          | 2025年7月9日発売   | ISBN 978-4-04-6323590  | バンダナワドルディが主人公の物語。                                                                      |